# Де Веки (Венеција)
Де Веки (итал. De Vecchi) је насеље у Италији у округу Венеција, региону Венето.
Према процени из 2011. у насељу је живело 30 становника. Насеље се налази на надморској висини од 10 м.